# 弗蘭克萊 (密蘇里州)
弗蘭克萊（英語：Frankclay）是位於美國密蘇里州聖弗朗索瓦縣的普查規定居民點。

## 歷史
弗蘭克萊的郵局於1905年設立，其後於1973年停運。

## 人口
根據2020年美國人口普查的數據，弗蘭克萊的面積為1.64平方千米，皆為陸地。當地共有人口194人，而人口密度為每平方千米118.29人。